# Physocyclus mexicanus
Physocyclus mexicanus là một loài nhện trong họ Pholcidae. Loài này được phát hiện ở México.